# Bazas
Bazas (prononcé [bazas]), en gascon Vasats (prononcé [bazats]) est une commune française située dans le département de la Gironde, en région Nouvelle-Aquitaine.
Capitale du Bazadais, siège épiscopal jusqu'à la Révolution française, elle conserve une importante parure monumentale en partie héritée du Moyen Âge, dont le principal élément est la cathédrale Saint-Jean-Baptiste.

## Géographie

### Localisation

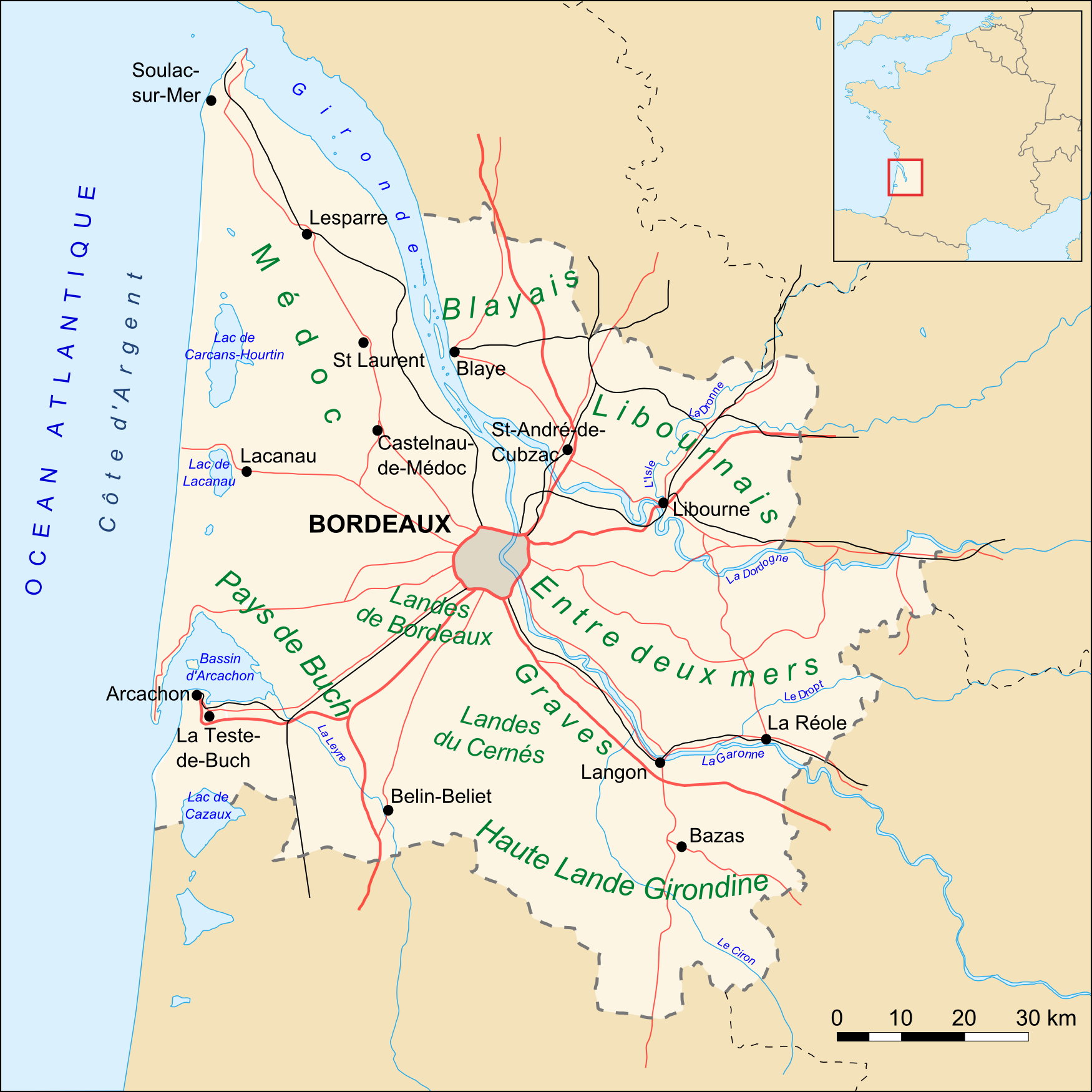
Bazas en Gironde.

La commune de Bazas se situe dans le sud-est du département, à 59 km au sud-est du chef-lieu, Bordeaux, et à 16 km au sud de Langon, chef-lieu d'arrondissement. Elle se trouve aussi à 75 km au nord de Mont-de-Marsan, chef-lieu du département des Landes.

### Communes limitrophes
Les communes limitrophes en sont Cazats au nord, Brouqueyran au nord-nord-est, Lados et Gans au nord-est, Gajac à l'est-nord-est, Saint-Côme à l'est (avec laquelle elle forme une unité urbaine), Sauviac au sud-est, Cudos au sud, Marimbault au sud-ouest, Lignan-de-Bazas à l'ouest, Le Nizan au nord-ouest et Aubiac au nord-nord-ouest.
| Aubiac Le Nizan | Brouqueyran Cazats | Lados Gans Gajac |
| Lignan-de-Bazas | Bazas              | Saint-Côme       |
| Marimbault      | Cudos              | Sauviac          |

### Relief et hydrographie
La commune se trouve sur de légers reliefs à l'entrée de la forêt des Landes de Gascogne.

### Climat
Pour des articles plus généraux, voir Climat de la Nouvelle-Aquitaine et Climat de la Gironde.
Historiquement, la commune est exposée à un climat océanique aquitain.
En 2020, Météo-France publie une typologie des climats de la France métropolitaine dans laquelle la commune est exposée à un climat océanique et est dans la région climatique  Aquitaine, Gascogne, caractérisée par une pluviométrie abondante au printemps, modérée en automne, un faible ensoleillement au printemps, un été chaud (19,5 °C), des vents faibles, des brouillards fréquents en automne et en hiver et des orages fréquents en été (15 à 20 jours).
Pour la période 1971-2000, la température annuelle moyenne est de 13,6 °C, avec une amplitude thermique annuelle de 14,5 °C. Le cumul annuel moyen de précipitations est de 891 mm, avec 11,5 jours de précipitations en janvier et 7,1 jours en juillet. Pour la période 1991-2020, la température moyenne annuelle observée sur la station météorologique la plus proche, située sur la commune de Cazats à 4 km à vol d'oiseau, est de 13,7 °C et le cumul annuel moyen de précipitations est de 825,5 mm,. Pour l'avenir, les paramètres climatiques de la commune estimés pour 2050 selon différents scénarios d’émission de gaz à effet de serre sont consultables sur un site dédié publié par Météo-France en novembre 2022.

## Urbanisme

### Typologie
Au 1er janvier 2024, Bazas est catégorisée bourg rural, selon la nouvelle grille communale de densité à sept niveaux définie par l'Insee en 2022.
Elle appartient à l'unité urbaine de Bazas, une agglomération intra-départementale regroupant deux  communes, dont elle est ville-centre,,. Par ailleurs la commune fait partie de l'aire d'attraction de Bazas, dont elle est la commune-centre,. Cette aire, qui regroupe 18 communes, est catégorisée dans les aires de moins de 50 000 habitants,.

### Occupation des sols

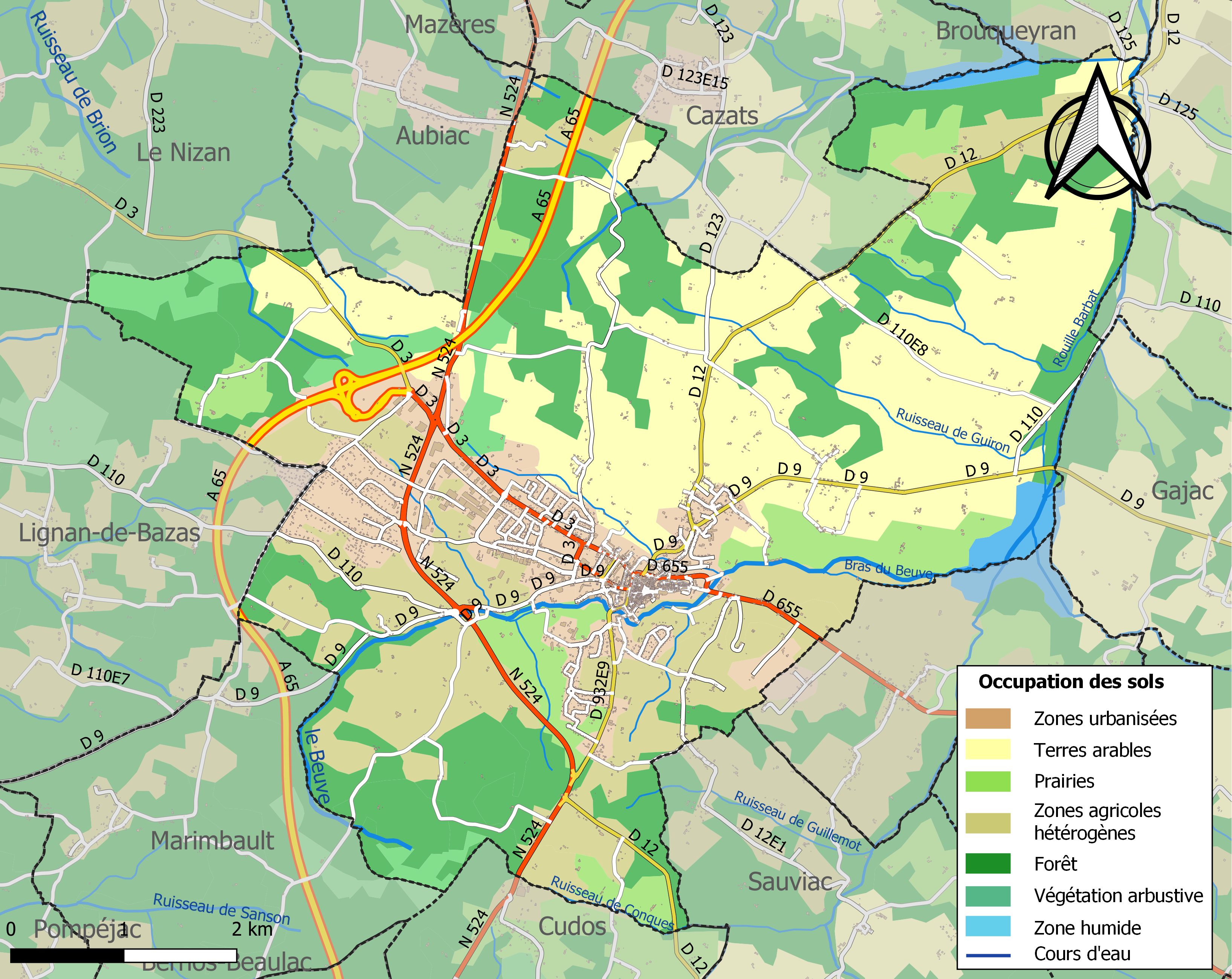
Carte des infrastructures et de l'occupation des sols de la commune en 2018 (CLC).

L'occupation des sols de la commune, telle qu'elle ressort de la base de données européenne d’occupation biophysique des sols Corine Land Cover (CLC), est marquée par l'importance des territoires agricoles (56,7 % en 2018), en diminution par rapport à 1990 (60,7 %). La répartition détaillée en 2018 est la suivante : 
terres arables (28,4 %), forêts (26,7 %), zones agricoles hétérogènes (19,9 %), zones urbanisées (8,1 %), prairies (7,7 %), zones industrielles ou commerciales et réseaux de communication (3,8 %), milieux à végétation arbustive et/ou herbacée (3,3 %), eaux continentales (1 %), cultures permanentes (0,7 %), espaces verts artificialisés, non agricoles (0,4 %). L'évolution de l’occupation des sols de la commune et de ses infrastructures peut être observée sur les différentes représentations cartographiques du territoire : la carte de Cassini (XVIIIe siècle), la carte d'état-major (1820-1866) et les cartes ou photos aériennes de l'IGN pour la période actuelle (1950 à aujourd'hui).

### Voies de communication et transports
La commune est traversée par l'autoroute A65 (Langon-Pau). L'accès le plus proche est le diffuseur no 1 (couramment dit « de Bazas »), situé à 3 km du centre-ville. Cette autoroute rejoint l'A62 (Bordeaux-Toulouse) à Langon.
Elle est aussi traversée par plusieurs routes :
- la N 524, qui relie Langon à Espas (Gers), où elle rejoint la N 124 (vers Auch et Toulouse) ; à Captieux, un embranchement (D932) se dirige vers Mont-de-Marsan ;
- l'axe des routes départementales D 3 (vers l'ouest : Villandraut, bassin d'Arcachon) et D 655 (vers l'est : Grignols, avec un prolongement vers Agen) ;
- la route départementale D 12, qui relie Bazas à Auros (au nord), Lerm-et-Musset et Saint-Michel-de-Castelnau (au sud-est), avec un prolongement vers Casteljaloux (Lot-et-Garonne).

Aucune ligne de chemin de fer ne dessert la commune. La gare la plus proche, distante de 16 km par la route, est la gare de Langon, située sur la ligne de Bordeaux à Sète, desservie par les trains du TER Nouvelle-Aquitaine (Bordeaux-Langon et Bordeaux-Agen), mais pas par les trains grandes lignes (Bordeaux-Toulouse-Marseille).

### Risques majeurs
Le territoire de la commune de Bazas est vulnérable à différents aléas naturels : météorologiques (tempête, orage, neige, grand froid, canicule ou sécheresse), inondations, feux de forêts, mouvements de terrains et séisme (sismicité très faible). Un site publié par le BRGM permet d'évaluer simplement et rapidement les risques d'un bien localisé soit par son adresse soit par le numéro de sa parcelle.
La commune a été reconnue en état de catastrophe naturelle au titre des dommages causés par les inondations et coulées de boue survenues en 1983, 1993, 1999 et 2013,.
Bazas est exposée au risque de feu de forêt. Depuis le 20 avril 2016, les départements de la Gironde, des Landes et de Lot-et-Garonne disposent d’un règlement interdépartemental de protection de la forêt contre les incendies. Ce règlement vise à mieux prévenir les incendies de forêt, à faciliter les interventions des services et à limiter les conséquences, que ce soit par le débroussaillement, la limitation de l’apport du feu ou la réglementation des activités en forêt. Il définit en particulier cinq niveaux de vigilance croissants auxquels sont associés différentes mesures,.
Les mouvements de terrains susceptibles de se produire sur la commune sont des éboulements, chutes de pierres et de blocs et des tassements différentiels.

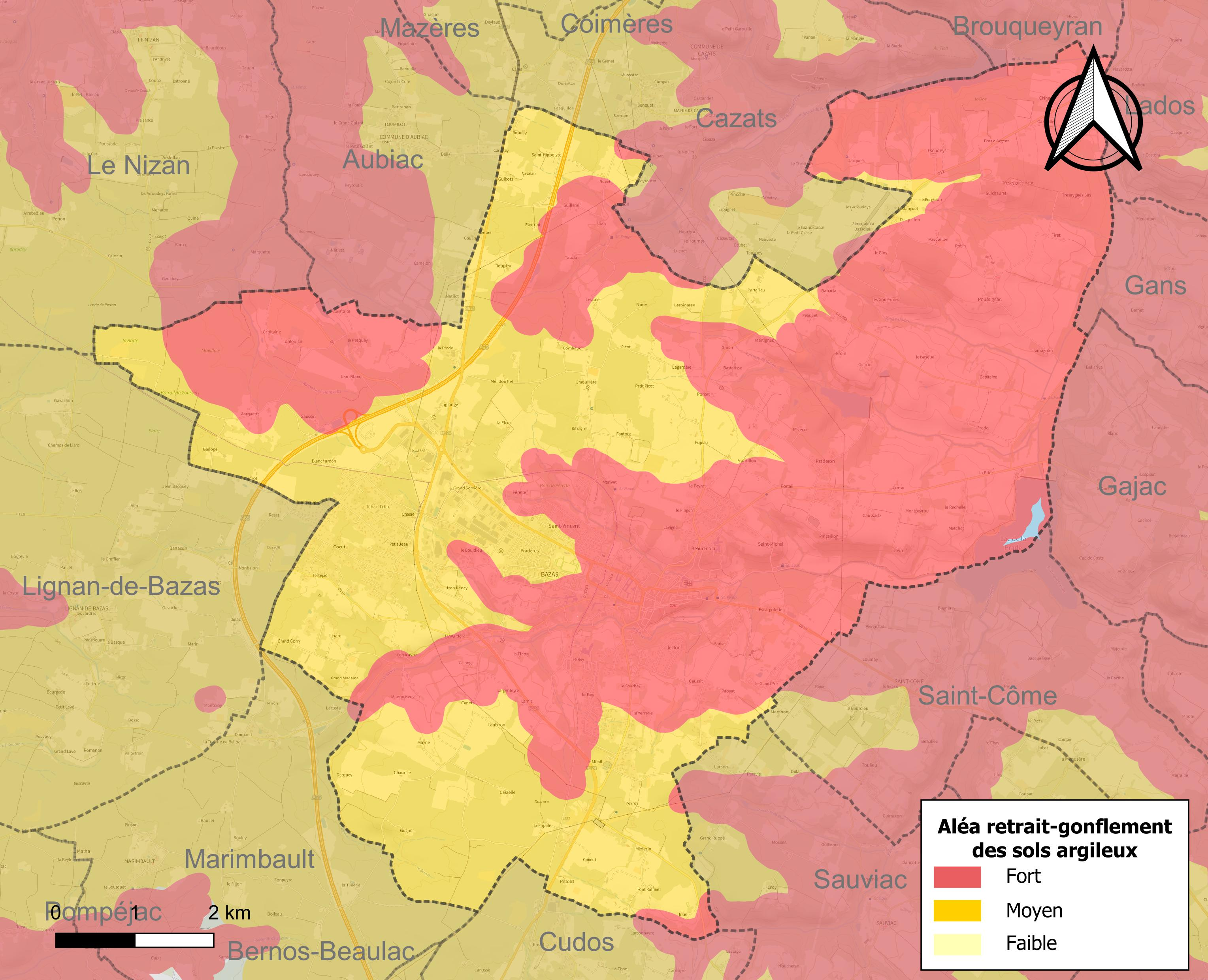
Carte des zones d'aléa retrait-gonflement des sols argileux de Bazas.

Le retrait-gonflement des sols argileux est susceptible d'engendrer des dommages importants aux bâtiments en cas d’alternance de périodes de sécheresse et de pluie. 99,9 % de la superficie communale est en aléa moyen ou fort (67,4 % au niveau départemental et 48,5 % au niveau national). Sur les 1 917 bâtiments dénombrés sur la commune en 2019, 1 917 sont en aléa moyen ou fort, soit 100 %, à comparer aux 84 % au niveau départemental et 54 % au niveau national. Une cartographie de l'exposition du territoire national au retrait gonflement des sols argileux est disponible sur le site du BRGM,.
Par ailleurs, afin de mieux appréhender le risque d’affaissement de terrain, l'inventaire national des cavités souterraines permet de localiser celles situées sur la commune.
Concernant les mouvements de terrains, la commune a été reconnue en état de catastrophe naturelle au titre des dommages causés par la sécheresse en 1995, 2002, 2003, 2009, 2011, 2015 et 2017, par des mouvements de terrain en 1993 et par des éboulements et/ou chutes de blocs en 1997.

## Toponymie
Son nom à l'époque de l'Empire romain est Cossium, latinisation de l'aquitanique *koiz (en gascon coç, « tertre »).
Le nom de « Bazas » vient du nom du peuple dont elle est le chef-lieu de cité (civitas), les Vasates (en latin Vasates). Comme dans la plupart des chefs-lieux des cités de la Gaule romaine, le nom antique de la ville est abandonné au début du Moyen Âge et remplacé par celui du peuple.
En gascon, le nom de la commune est Vasats ou Bazats.
L'itinéraire de l'Anonyme de Bordeaux passe dans la région et mentionne Bazas sous le nom de civitas Vasatas.

## Histoire

### Protohistoire
À partir du premier âge du fer, Bazas s’affirme comme une des places fortes du Sud-Ouest de la Gaule en se dotant de remparts et de portes monumentales qui lui confèrent très tôt un rôle militaire et une certaine suprématie.[réf. nécessaire]

### Époque de la Gaule romaine
Après la conquête de la Gaule chevelue par Jules César (-58/-52), les Vasates font partie de la soixantaine de peuples reconnus par Rome. Cossium devient donc le chef-lieu de la cité des Vasates, dont l'administration est confiée au collège des décurions, notables locaux ayant la confiance des Romains (mais, sur le plan administratif, il n'y a de représentants de Rome qu'au niveau du chef-lieu de province, c'est-à-dire, dans un premier temps, à Lyon, par la suite à Saintes, puis à Bordeaux).
La ville antique est située autour de l'actuelle cathédrale, à l'extrémité orientale d'un plateau rocheux peu élevé, entre deux cours d'eau, le Beuve et un de ses affluents.
D'après un poème de Paulin de Pella, la ville échappe en 414 à la destruction par les Wisigoths en 414, à l'époque où ceux-ci sont en conflit avec l'Empire romain d'Occident (ils ont pris et pillé Rome en 410), avant d'établir le royaume de Toulouse (418), entité fédérée de l'Empire d'Occident.

### Haut Moyen Âge
Lorsque la région se christianise, Cossium devient un siège épiscopal, mais la première mention d'un évêque (non nommé) se trouve dans Grégoire de Tours pour l'année 406. Le premier évêque nommé, Sextilius, en mentionné pour les années 506 et 511, après la fin de l'Empire d'Occident (476). Le diocèse de Bazas perdurera jusqu'à la Révolution française.
Une première cathédrale (c'est-à-dire église épiscopale) de Bazas est mentionnée par Grégoire de Tours (vers 540-593), qui écrit au VIe siècle.

### Moyen Âge
Un bourg marchand se forme au Moyen Âge à l'ouest de la ville antique.
La jonction des deux bourgs est réalisée au XIIIe siècle par la construction d'une enceinte commune, mais l'espace séparant les deux ensembles reste non construit, formant une vaste place centrale idéale pour servir de marché à cette ville carrefour, située au croisement des routes de Bordeaux, Bayonne et La Réole.
Siège du présidial, Bazas détient des fonctions administratives et judiciaires et s’impose alors très vite comme une ville d'envergure[réf. nécessaire]. Son prestige lui vaut d'ailleurs les visites de personnages importants tels Richard Cœur de Lion, roi d'Angleterre et duc d'Aquitaine.
Elle est disputée entre les Français et les Anglais durant la guerre de Cent Ans : assiégée en 1347 par les Anglais, elle l'est en 1370 par les Français, mais sans succès. Elle est conquise par les troupes du roi de France en 1441, douze ans avant la fin de la guerre de Cent Ans (prise de Bordeaux en 1453, qui met fin à trois siècles de présence anglaise en Aquitaine).
En février 1483, peu avant sa mort, le roi Louis XI confirme sa protection royale par lettres patentes.
Classée monument historique dès 1840, l'actuelle cathédrale gothique est le plus important monument de la cité. Elle est édifiée du XIe au XIVe siècle (elle a été rebâtie[pas clair] entre 1583 et 1655).

### Époque moderne
En 1530, Bazas reçoit la visite de François Ier et de Charles Quint, à l'occasion du mariage du roi de France avec Éléonore de Habsbourg, sœur de l'empereur, roi de Castille et d'Aragon, prince des Pays-Bas et chef de la maison de Habsbourg. Selon certaines sources, ce mariage aurait eu lieu dans la cathédrale de Bazas, mais d'autres le localisent à Captieux (actuelle Gironde) ou au Frêche, près de Mont-de-Marsan.
1561, Bazas subit une attaque de huguenots, prélude aux guerres de religion (1562-1598) : les huguenots pénètrent dans la ville et dévastent la cathédrale. L'évêque Arnaud de Pontac sauve le triple portail d'une destruction totale et la restaure.
En 1562, le huguenot Symphorien de Durfort prend la ville : il y coupe les lèvres des prêtres[pas clair].
En 1565, Bazas reçoit la visite de Charles IX durant deux jours (du 5 au 7 mai) lors de son Grand Tour de France. A cette occasion,  la cité lui offre un combat de taureaux où les hommes attaquent ces animaux avec de grands aiguillons.
Louis XIV y loge à son retour de Saint-Jean-de-Luz après avoir épousé Marie-Thérèse d'Autriche.
Sous l'Ancien Régime, Bazas est composée des paroisses Saint-Jean (cathédrale), Saint-Vincent de Cabouzits et son annexe Saint-Hippolyte, Saint-Martin et son annexe Notre-Dame-de-Conques, Saint-Romain de Poussignac, Notre-Dame du Mercadil et son annexe Saint-Romain de Tontoulon, Saint-Christophe de Guiron, Saint-Michel de Laprade et de la chapelle Saint-Antoine de l'hôpital.

### Époque contemporaine
Devenue en 1790 une commune du département de la Gironde, elle est chef-lieu de district de 1790 à 1795 (les districts disparaissent dans la constitution de 1795).
En 1800, elle devient chef-lieu d'arrondissement (sous-préfecture) et le reste jusqu'en 1926, étant alors remplacée par Langon, qui récupère aussi le territoire de l'arrondissement de La Réole.

## Politique et administration

### Liste des maires

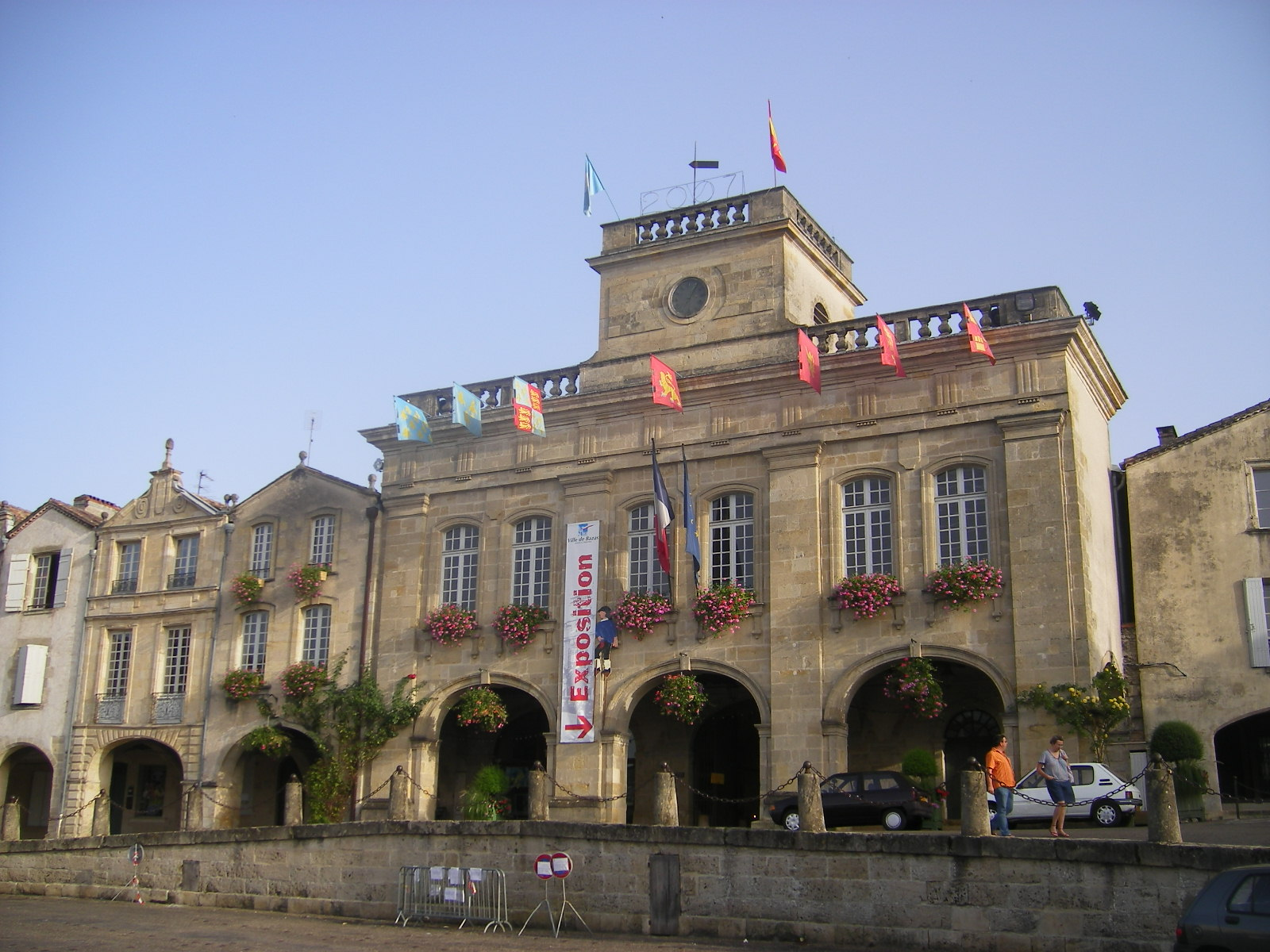
L'hôtel de ville de Bazas.

| Période                                  | Période      | Identité                    | Étiquette       | Qualité |
| ---------------------------------------- | ------------ | --------------------------- | --------------- | --- |
| 12 juin 1811                             | 9 juin 1815  | Jacques de Montfort-Delpech |                 | |
| 9 juin 1815                              | 9 oct. 1815  | Charles Mullot              |                 | |
| 9 oct. 1815                              | 23 fév. 1826 | Jacques de Montfort-Delpech |                 | |
| ...                                      |              |                             |                 | |
| 1876                                     | 1892         | Théophile Servière          | Républicain     | Conseiller général du Canton de Bazas (1880-1892)                                                                                                   |
| 1892                                     | 1895         | Théophile Peyri             |                 | Médecin |
| 1895                                     | 1925         | Marcel Courrégelongue       | RG              | Enseignant et propriétaire Conseiller général du canton de Bazas (1898-1925) - Sénateur (1904-1924)                                                 |
| 1925                                     | 1929         | Alfred Seguinard            |                 | Médecin |
| 1929                                     | 1944         | Jean Peyri                  | RG              | Médecin, conseiller général du canton de Bazas (1925-1940)                                                                                          |
| 1944                                     | 1971         | Marcel Martin               | DVG puis DVD    | Médecin, conseiller général du canton de Bazas (1945-1970)                                                                                          |
| 1971                                     | 1977         | Jean Gourgues               |                 | Banquier |
| 1977                                     | 1989         | Henri Martin                |                 | Médecin |
| 1989                                     | 2008         | Paul Marquette              | DVD             | Médecin |
| mars 2008                                | mai 2020     | Bernard Bosset              | DVD puis NC-UDI | Retraité de l'enseignement |
| mai 2020                                 | En cours     | Isabelle Dexpert            | PS              | Conseillère départementale du canton du Sud-Gironde depuis 2015, ancienne maire de Pompéjac, ancienne conseillère générale du canton de Villandraut |
| Les données manquantes sont à compléter. |              |                             |                 | |

### Politique de développement durable
La commune a engagé une politique de développement durable en lançant une démarche d'Agenda 21 en 2009.

### Jumelages
Salvatierra/Agurain (Espagne) depuis 1996 située dans la Province d'Alava.

## Population et société

### Démographie
Les habitants sont appelés les Bazadais.
L'évolution du nombre d'habitants est connue à travers les recensements de la population effectués dans la commune depuis 1793. Pour les communes de moins de 10 000 habitants, une enquête de recensement portant sur toute la population est réalisée tous les cinq ans, les populations de référence des années intermédiaires étant quant à elles estimées par interpolation ou extrapolation. Pour la commune, le premier recensement exhaustif entrant dans le cadre du nouveau dispositif a été réalisé en 2008.

En 2022, la commune comptait 4 819 habitants, en évolution de +1,52 % par rapport à 2016 (Gironde : +6,91 %, France hors Mayotte : +2,11 %).
| 1793  | 1800  | 1806  | 1821  | 1831  | 1836  | 1841  | 1846  | 1851  |
| ----- | ----- | ----- | ----- | ----- | ----- | ----- | ----- | ----- |
| 4 540 | 4 215 | 4 244 | 4 019 | 4 255 | 4 446 | 4 515 | 4 593 | 4 627 |

| 1856  | 1861  | 1866  | 1872  | 1876  | 1881  | 1886  | 1891  | 1896  |
| ----- | ----- | ----- | ----- | ----- | ----- | ----- | ----- | ----- |
| 4 628 | 4 471 | 4 766 | 5 023 | 5 073 | 5 114 | 5 034 | 4 948 | 4 806 |

| 1901  | 1906  | 1911  | 1921  | 1926  | 1931  | 1936  | 1946  | 1954  |
| ----- | ----- | ----- | ----- | ----- | ----- | ----- | ----- | ----- |
| 4 695 | 4 684 | 4 704 | 4 372 | 4 410 | 4 356 | 4 450 | 4 290 | 4 239 |

| 1962  | 1968  | 1975  | 1982  | 1990  | 1999  | 2006  | 2008  | 2013  |
| ----- | ----- | ----- | ----- | ----- | ----- | ----- | ----- | ----- |
| 4 453 | 4 567 | 4 748 | 4 704 | 4 379 | 4 357 | 4 585 | 4 607 | 4 731 |

| 2018  | 2022  | - | - | - | - | - | - | - |
| ----- | ----- | - | - | - | - | - | - | - |
| 4 798 | 4 819 | - | - | - | - | - | - | - |

### Services publics

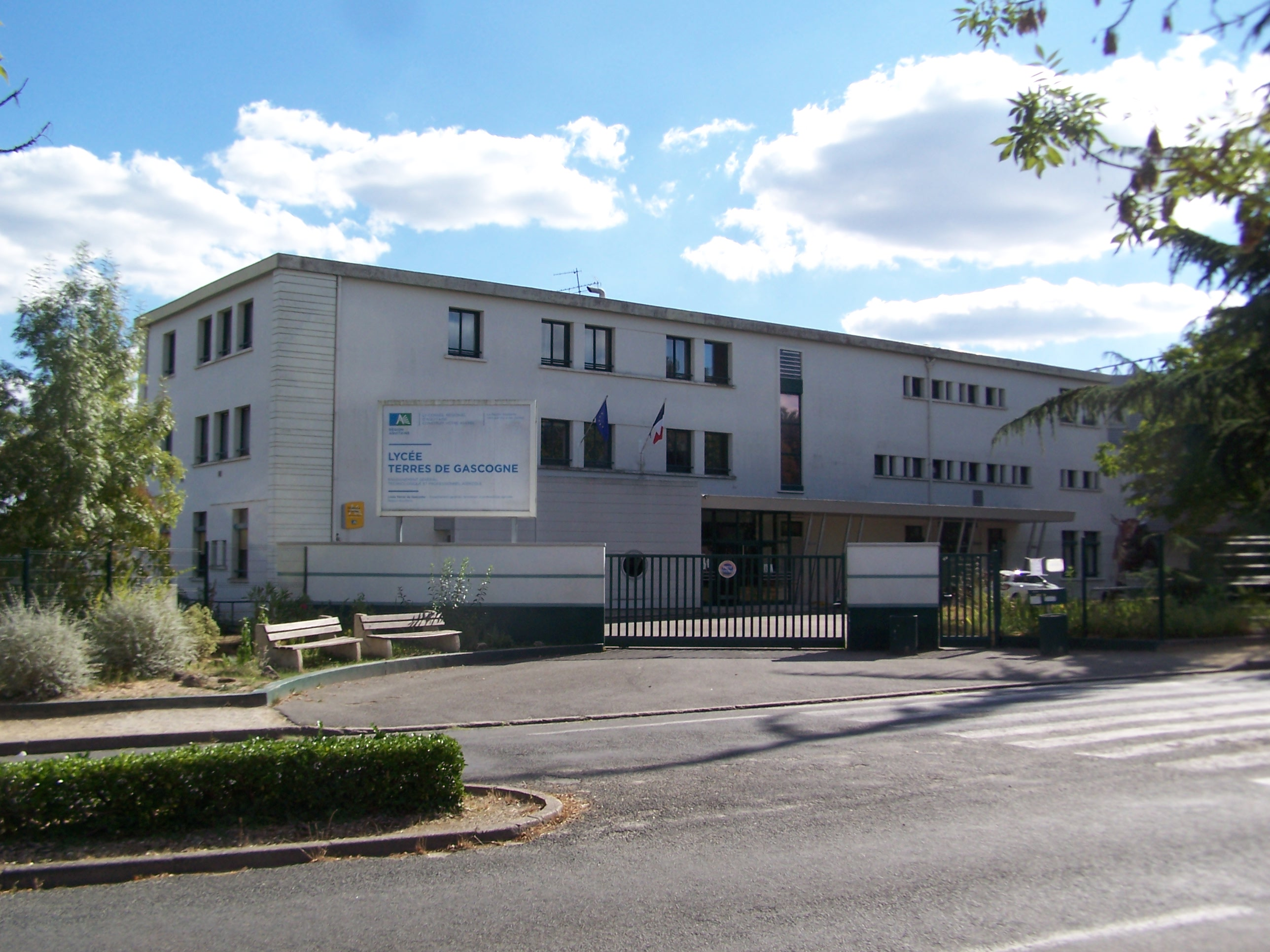
Lycée des Terres de Gascogne, enseignement général technologique agricole et forestier, avenue de la République.

Poste, gendarmerie, pompiers, écoles, collège, lycée, lycée professionnel et lycée agricole, hôpital, perception, DDE.

### Manifestations culturelles et festivités
- Promenade des bœufs gras de Bazas.
- Fête de la Saint-Jean de Bazas.

### Pèlerinage de Saint-Jacques-de-Compostelle
Bazas se situe sur l'itinéraire des chemins de Compostelle appelé Via Lemovicensis (« route limousine »), qui part de Vézelay.

### Sports

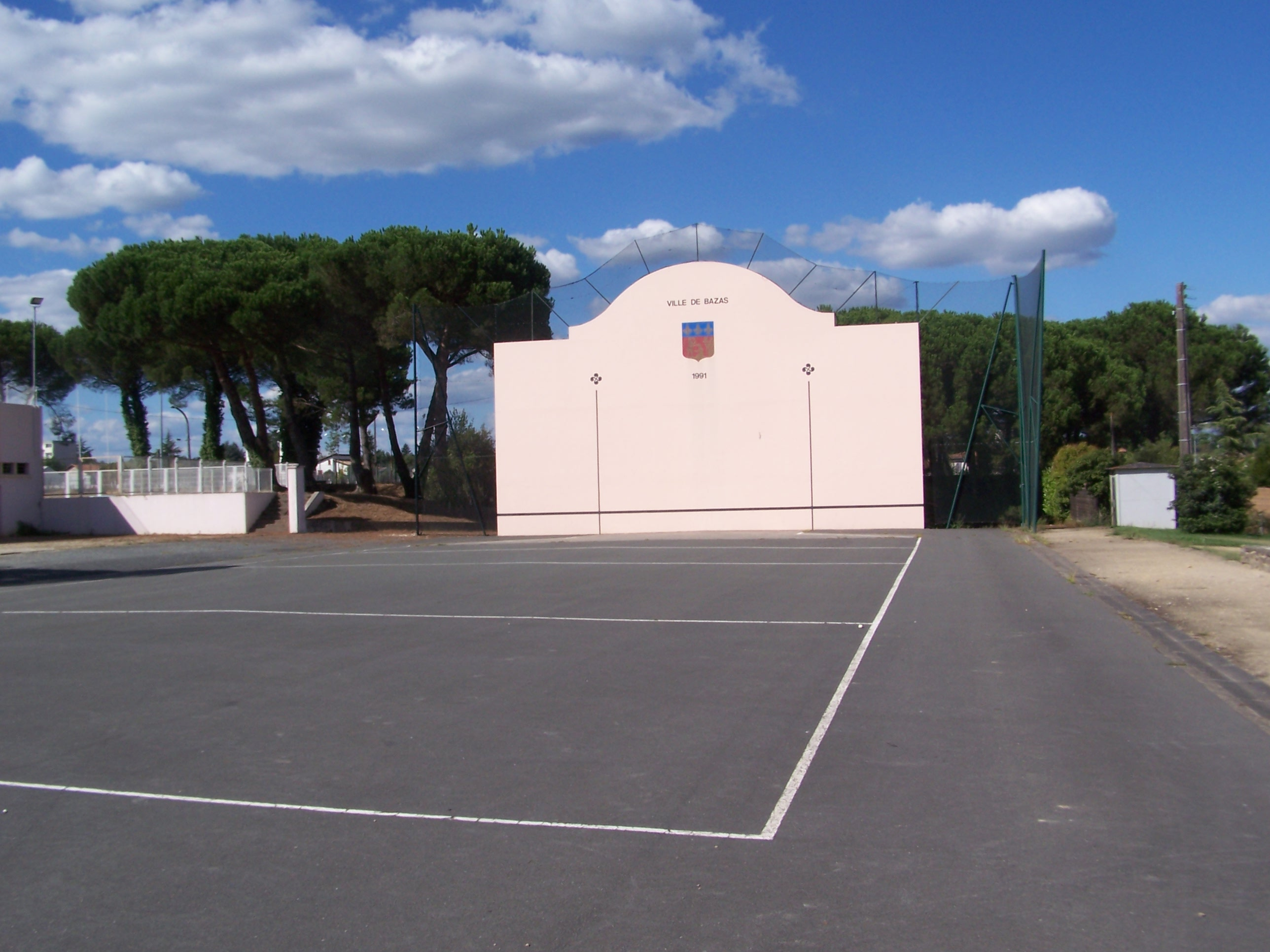
Fronton de pelote basque, avenue de la République.

- Stade de Castagnolles : rugby, athlétisme ;
- Piscine municipale : natation ;
- 3 courts de tennis ;
- Fronton : pelote basque ;
- Salle pour la gymnastique artistique et sportive ;
- Gymnase Emmanuel-Sainte-Cluque : basket-ball, handball ;
- Stade de Pérette : football, tir à l'arc ;
- Salle Marcel-Martin : aïkido, judo, Ho-Shin-Soul, danse ;
- Salle du Casino : gymnastique, taekwondo, tennis de table ;
- Hippodrome de Castagnolles : équitation ;
- Cyclo-club ;
- Pelote basque ;
- Union Sportive Bazadaise (USB) : Rugby à XV, évoluant en championnat de fédérale 3.

## Économie
- Berceau de la race bovine bazadaise. Polyculture et élevage, forêt des Landes dans la partie sud et ouest de son territoire.
- Industrie métallique : RD Productions (fabrication de portails), Lucas Robotic System, Sotomeca, Malambic.
- Industrie agro-alimentaire : LDC Aquitaine (groupe LDC), Laurial, abattoir municipal, Domaine Terra (conserverie).
- Industries diverses : compteurs paragel (Persohn SA).
- Commerces et artisanat, banques, tourisme.

## Culture et patrimoine

### Lieux et monuments
- Le jardin du chapitre avec ses vestiges du XVe siècle ;
- Le jardin du Sultan et sa roseraie ;
- La poterne de la Brèche et la porte du Gisquet ainsi que divers vestiges de l'enceinte de Bazas, rue de Pontac, rue Bragous, place de la Taillade et allée de Tourny qui ont été inscrits en tant que monuments historiques en 1994[46] ;
- L'hôtel de ville qui a été inscrit monument historique en 1965[47] et son portique ;
- La place de la Cathédrale prolongée à l'est par la cathédrale Saint-Jean-Baptiste. Cet édifice de 83 mètres de long est classé monument historique depuis 1840[48] et inscrit au patrimoine mondial de l'humanité par l'UNESCO dans le cadre des Chemins de Saint-Jacques-de-Compostelle. Elle a été édifiée aux XIIIe et XIVe siècles sur le modèle des grandes cathédrales gothiques du nord de la France. La cathédrale a été dévastée en grande partie par les Huguenots, mais les portails, le plus bel exemple statuaire de Gironde, ont été épargnés. Le portail central est consacré au jugement dernier et à l'histoire de saint Jean-Baptiste. L'intérieur de l'édifice est remarquable par la perspective de la nef étroite et longue ;
- Sur la place de la Cathédrale également, au no 23, la maison dite de l'Astronome protégée par inscription en tant que monument historique en 1990[49] ;
- Ancienne église Notre-Dame-du-Mercadil[50] (ou Notre-Dame dou Mercadilh en gascon), datant des XIIIe et XIVe siècles, dont certaines parties de façades ont été classées en 1923 à l'inventaire des monuments historiques et l'église inscrite dans sa totalité en 2008[51] ;
- Ancien hospice Saint-Antoine, inscrit monument historique en 2003[52], qui abrite la plus grande et la plus complète apothicairerie de France ;
- Maison, 12 rue Bragous.
- Hôtel de Bourges
- Hôtel particulier de La Psalette, XVIe siècle. Il est situé au 9-11, rue de la Taillade, derrière la Cathédrale. Maison noble de Chanoine de la Cathédrale Saint-Jean-Baptiste de Bazas où logeait la Manécanterie ; la particularité de ce bâtiment est d'avoir une fenêtre à meneau en angle à chaque étage visible depuis la rue ; Il a été en partie restauré à la fin du XXe siècle[53]. C'est un bâtiment rectangulaire doté d'une Tour (édifice) crénelée située au milieu de l'édifice, contenant un Escalier à vis en pierre qui dessert le rez de chaussée et les deux autres étages. Il est un des rares bâtiments de cette rue à disposer d'une grande Cour (architecture).
- Couvent des Ursulines du XVIIe siècle ;
- Palais de justice du XIXe siècle dit aussi ancien présidial, faisant office de tribunal d'instance, fermé depuis le 1er janvier 2010 à la suite de la réforme de la carte judiciaire. Aujourd'hui le bâtiment du palais de justice abrite la bibliothèque-médiathèque de la ville, le Polyèdre[54],[55]. ;
- Hippodrome du XIXe siècle ;
- Une douzaine de maisons à colombages ;
- Église Saint-Michel dans un lieu-dit au nord de la ville.

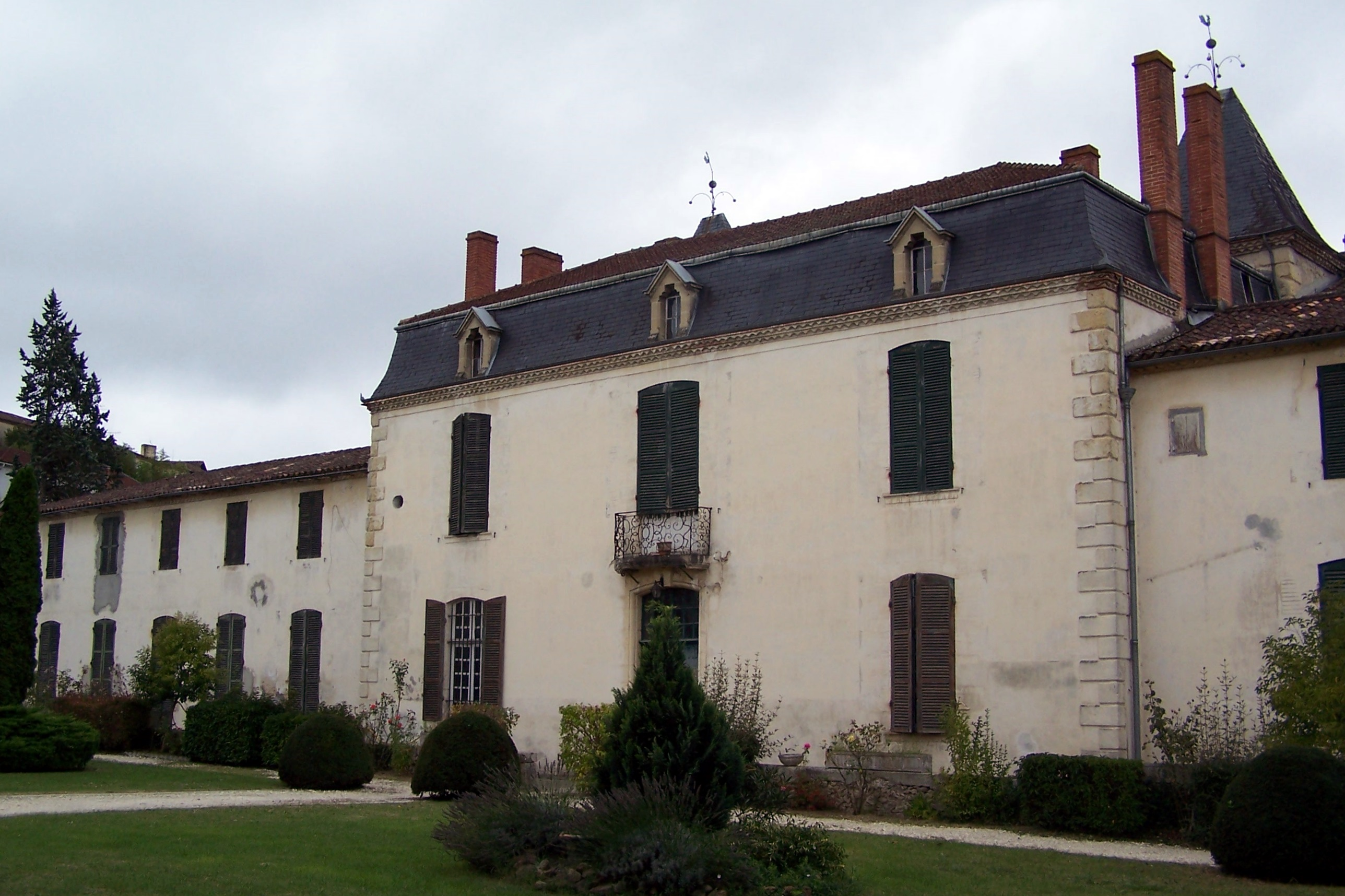
Hospice de Bazas (septembre 2011).
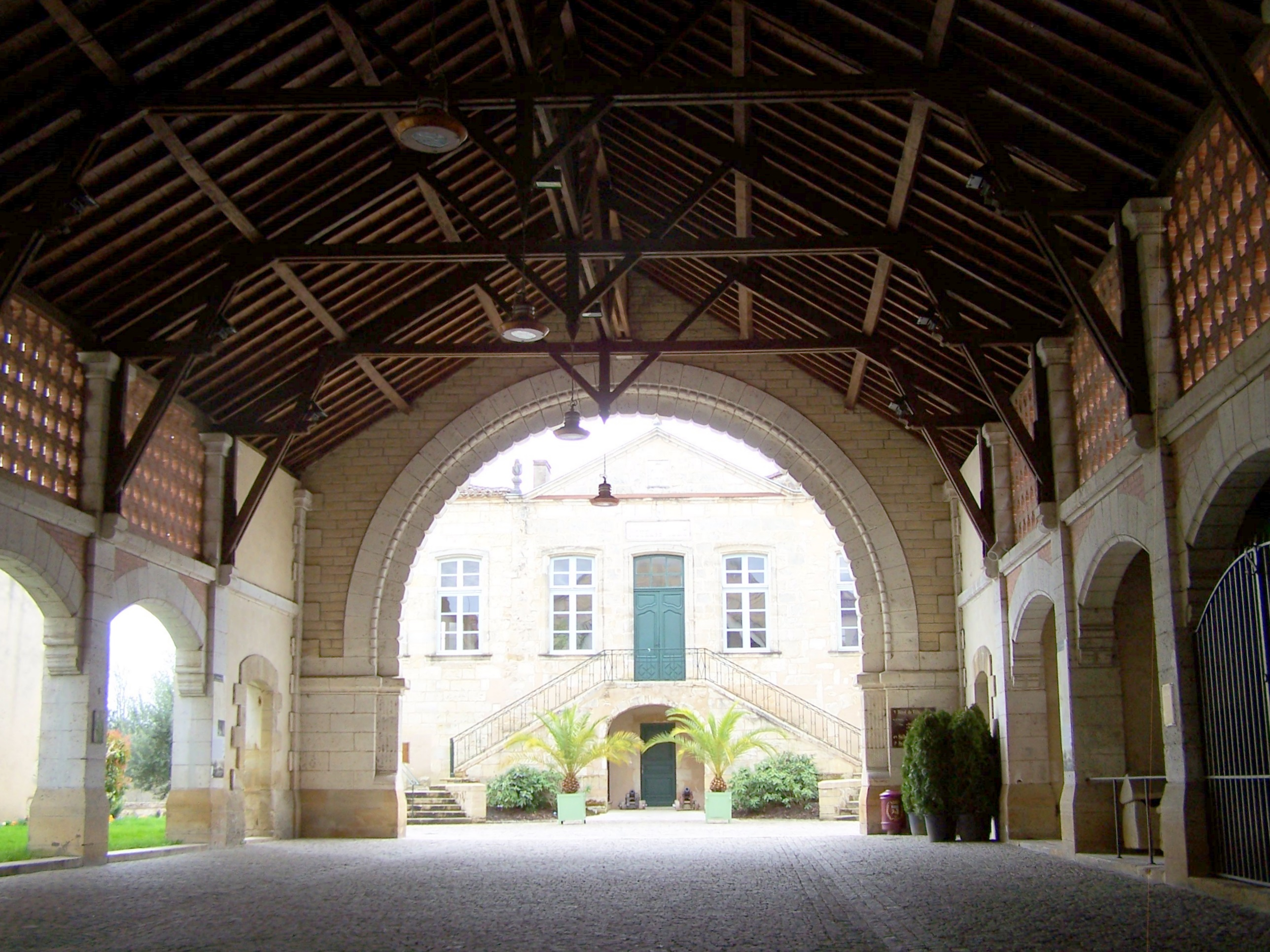
Le portique de la mairie (mars 2010).
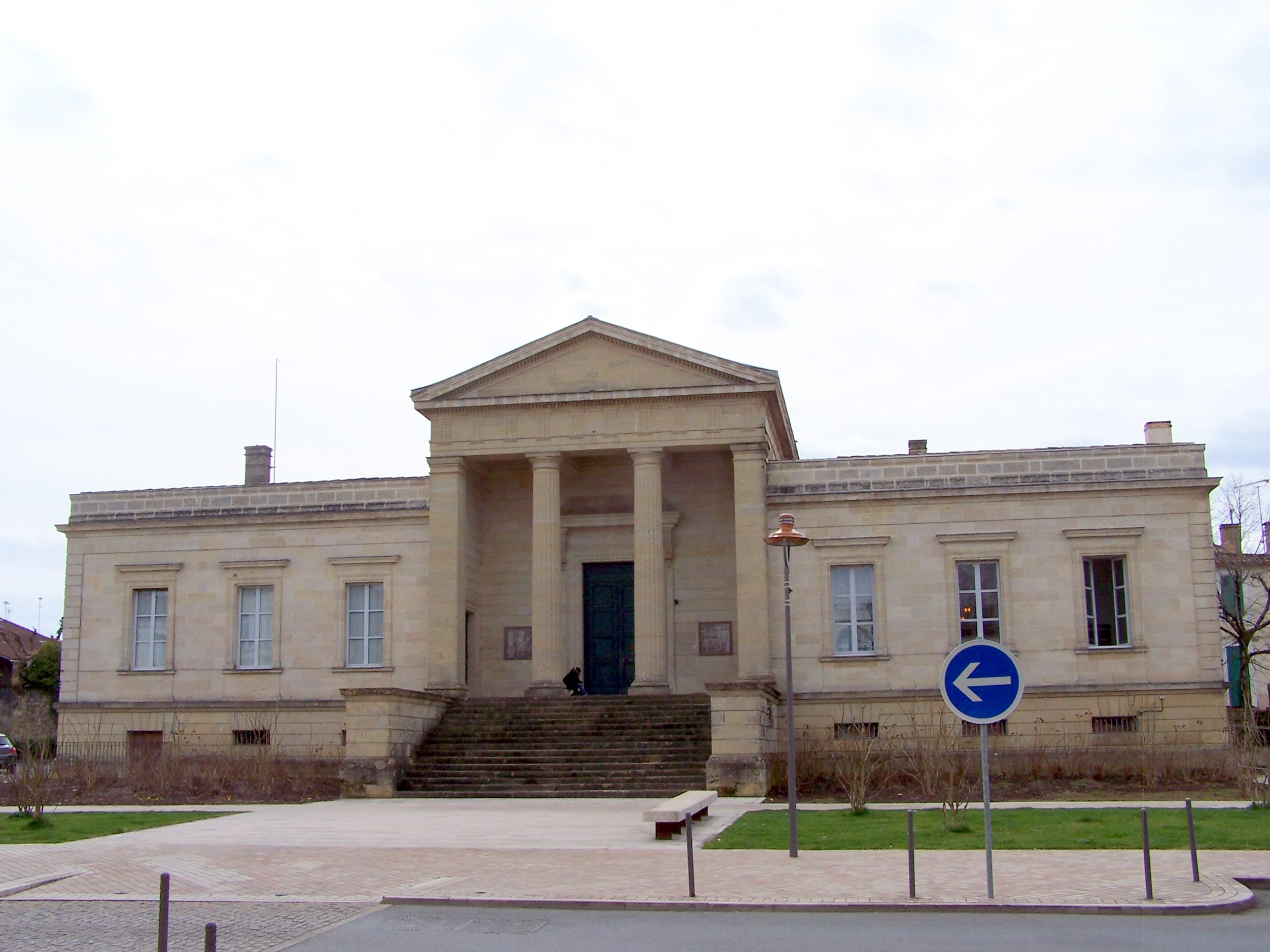
Le tribunal (mars 2010).
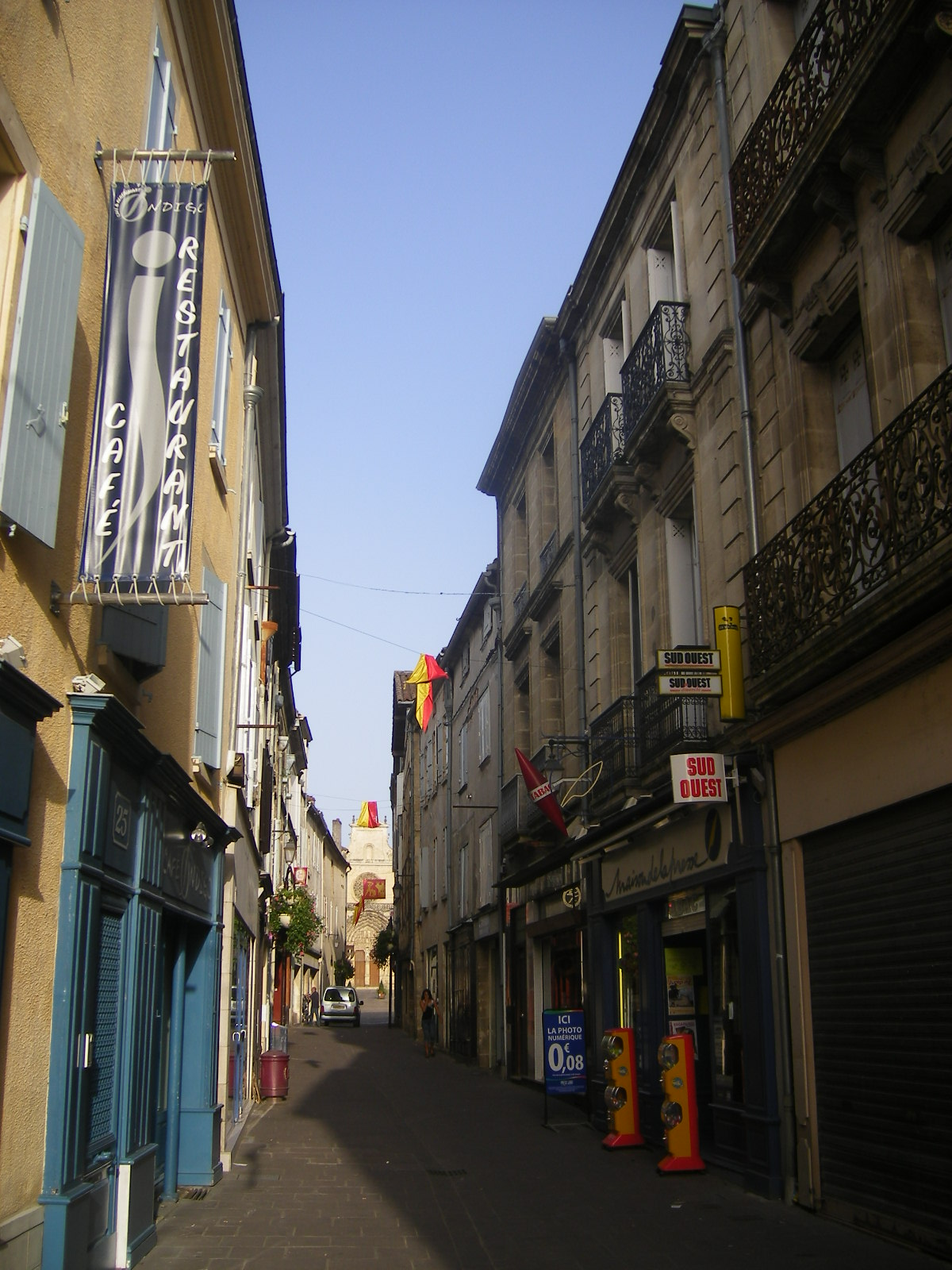
Rue Fondespan, ruelle typique (août 2007).
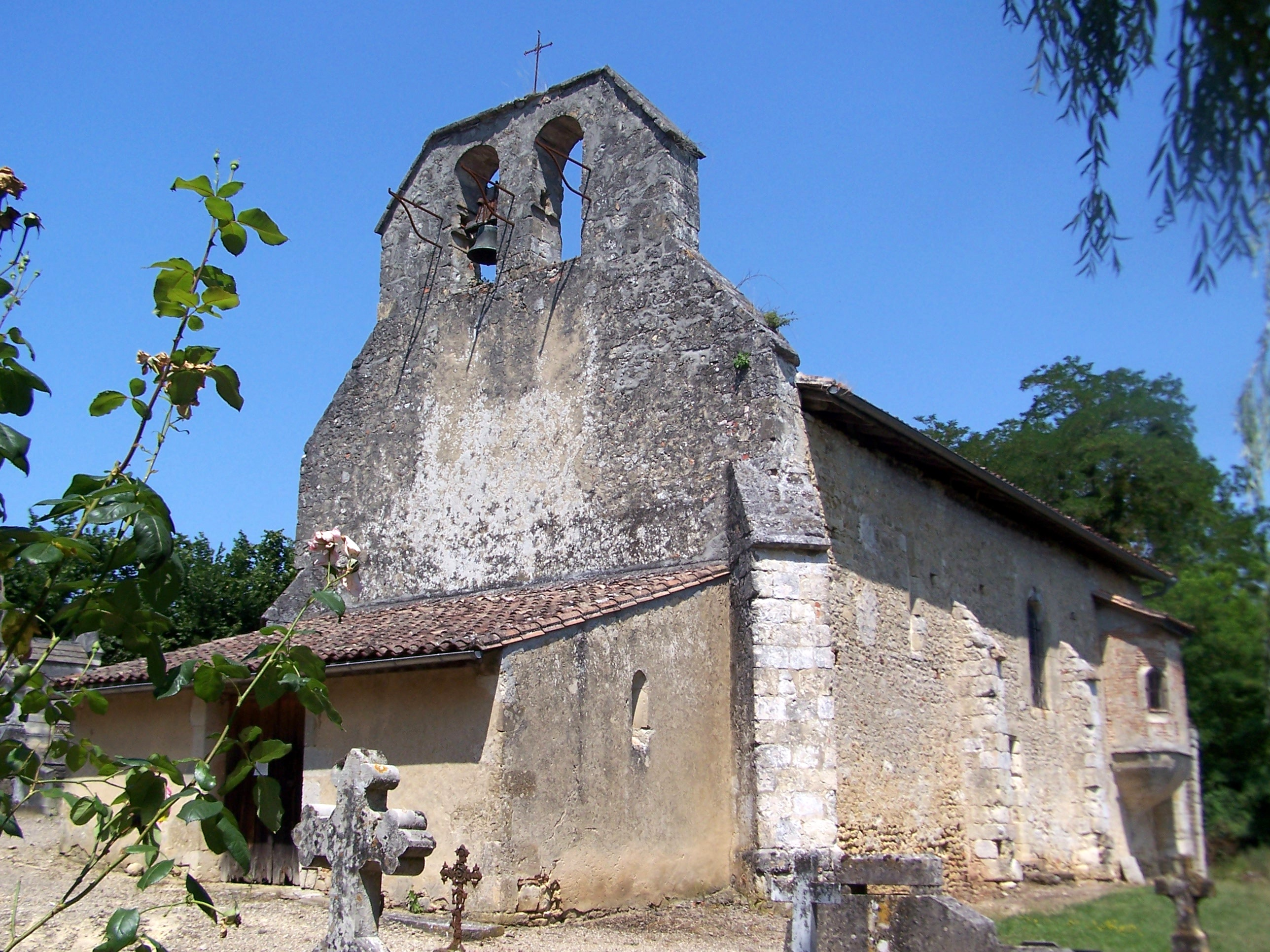
L'église Saint-Michel (juillet 2015).

### Patrimoine naturel

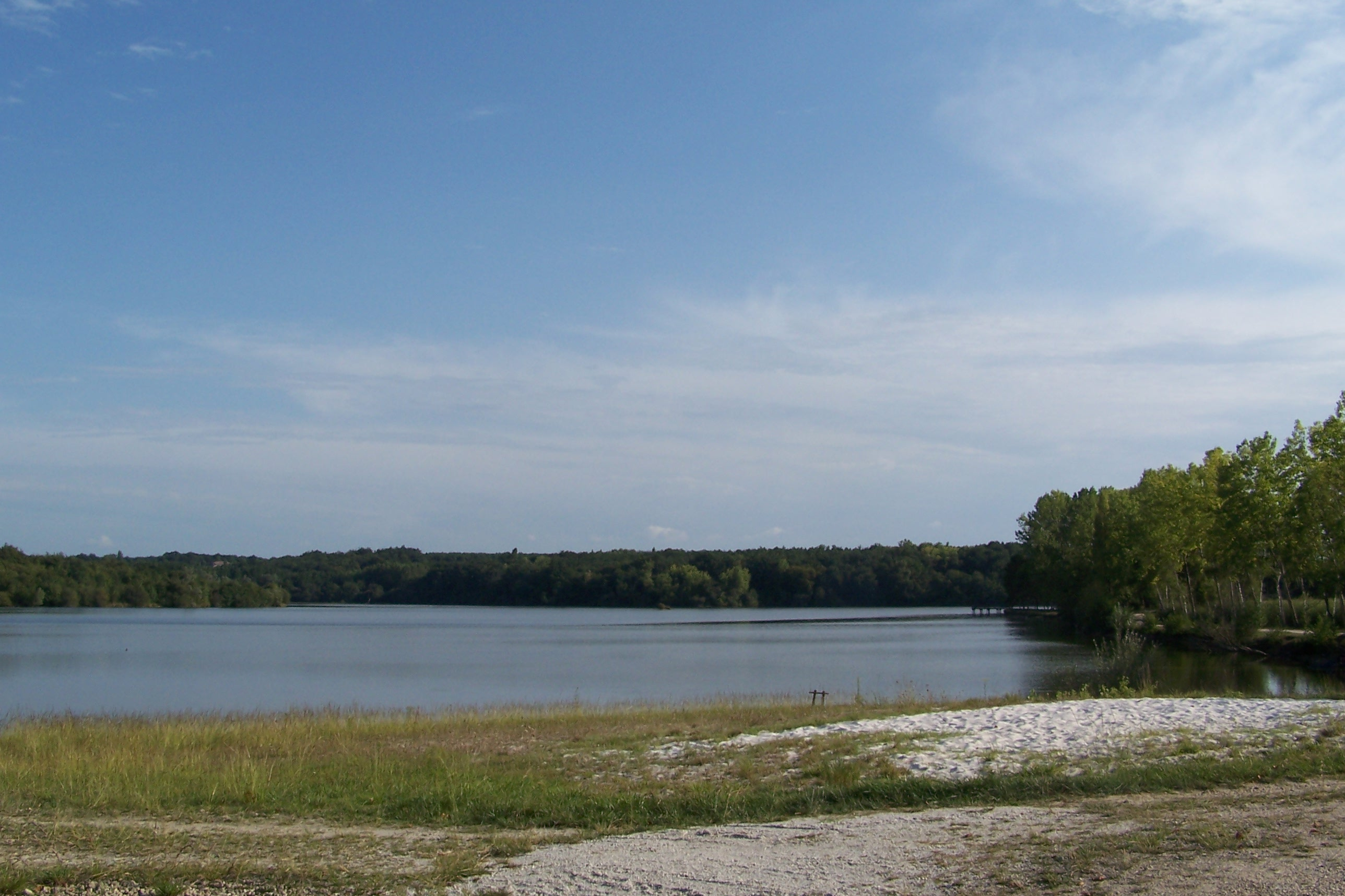
Lac de la Prade.

Le lac de la Prade est une retenue d'eau artificielle (un lac de barrage) créée dans les années 1980 pour l'irrigation des terres agricoles. À cette vocation première, d'autres usages se sont ajoutés au fil des années (pêche ou promenade) et le lac est aujourd'hui géré et entretenu dans une optique plus écologique, orientée notamment vers l'accueil de l'avifaune. Le site est géré par le conservatoire d'espaces naturels d'Aquitaine en partenariat avec la communauté de communes du Bazadais. Les modes de gestion appliqués favorisent une importante diversité végétale où se côtoient, depuis les zones humides jusqu'aux coteaux secs, toute une série de milieux intermédiaires abritant une flore caractéristique à chacun d'eux. Plus de 300 espèces végétales ont été recensées sur ce site, et cela, sans compter les mousses, les champignons, les lichens et les fougères. Un itinéraire de découverte est proposé au public, agrémenté de panneaux et panonceaux explicatifs. Un livret-guide est également disponible.

## Personnalités liées à la commune
- Jules Ausone, médecin et haut fonctionnaire romain, père du poète Ausone, né à Bazas en 287.
- Ausone, poète latin né à Bazas vers l'an 309.
- Vital du Four (1260-1327), cardinal franciscain et philosophe scolastique.
- Clément V (1264-1314), pape.
- Jean de Mansencal, juriste.
- Arnaud de Pontac, évêque de Bazas de 1572 à 1605.
- Edme Mongin (1668-1746), évêque de Bazas et membre de l'Académie française.
- Raymond Lavenue, (1755 à Bazas - 1794 à Bordeaux), homme politique, député du tiers état aux États généraux de 1789, exécuté en 1794 sous la Convention thermidorienne.
- Étienne Jacques Servière (1760-1836), homme politique.
- Pierre-Henry de Brocas (1762-1824), reçu le 11 mars 1814 le duc d'Angoulème pour son entrée dans Bazas lors de son retour en France. Décoré du Décoration du brassard de Bordeaux des fidèles à la famille de Bourbons (dynastie française). Il avait épousé Thérèse-Fanny de Mirambet. Famille de Brocas de Lanauze (La Nauze).
- Jean-Marie Despiau, médecin mort en 1824.
- Jean Servière (1798-1889), homme politique, député de la Gironde de 1848 à 1849.
- Anatole de Monzie (1876-1947), homme politique français né à Bazas.
- François Mauriac (1885-1970), écrivain, né à Bordeaux, ayant de fortes attaches en sud-Gironde. Dans le roman Thérèse Desqueyroux, il évoque Bazas et son tribunal.
- Émile Constant (1861-1950), député de 1893 à 1919.
- Jean-Claude Samuel (1921-2015), international de football français né à Bazas.
- André Marceau (1946-), curé de Bazas (1992-2000), ancien évêque de Perpignan et de Nice[57].
- Guillaume Bouic (1970-), international de rugby à XV né à Bazas.
- Laurent D'Jaffo (1970-), footballeur.

### Héraldique
| Armes | Les armes de Bazas se blasonnent ainsi : De gueules à la tour maçonnée de sable, donjonnée de deux pièces, mouvant du flanc senestre, adextrée de saint Jean Baptiste à genoux devant son bourreau contourné brandissant une épée, le tout d'or, sur une terrasse de même, au chef cousu d'azur chargé de trois fleurs de lys aussi d'or. « Les armoiries de Bazas étaient, de tout temps, de gueules à une décollation de saint Jean-Baptiste, représenté à genoux devant la porte d'une prison, tendant le cou au bourreau contourné, qui a le bras levé pour le décoller avec son coutelas ; le tout d'or et surmonté d'une couronne ducale. » « En 1814, le duc d'Angoulême arriva incognito à Bazas et y fut reçu par le comte Pierre-Henry de Brocas de La Nauze et reconnu le 11 mars. Louis XVIII conserva toujours un souvenir de l'accueil bienveillant fait par les Bazadais à un prince du sang de leurs rois, et en témoignage de sa reconnaissance, autorisa la ville de Bazas, à la demande de M. D'Escure, sous-préfet, et de M. de Montfort, maire, d'ajouter à ses armoiries antiques un chef d'azur chargé de trois fleurs de lys d'or, posées en face, avec la devise : Bazas, 11 mars 1814. » |